# Lomographa obsoleta
Lomographa obsoleta là một loài bướm đêm trong họ Geometridae.